# 떠들썩땃쥐
떠들썩땃쥐(Crocidura turba)는 땃쥐과에 속하는 포유류의 일종이다. 앙골라와 부룬디, 카메룬, 중앙아프리카공화국, 콩고공화국, 콩고민주공화국, 적도기니. 가봉, 케냐, 말라위, 르완다, 남수단, 탄자니아, 우간다 그리고 잠비아]]에서 발견된다. 자연 서식지는 아열대 또는 열대 습윤 저지대 숲과 아열대 또는 열대 습윤 산지 숲이다.